# گلایول ارکیدیفلوروس
گلایول ارکیدیفلوروس(نام علمی: Gladiolus orchidiflorus) نام یک گونه از سرده گلایول است.